# Aventin

Harta schematică a celor șapte coline ale Romei

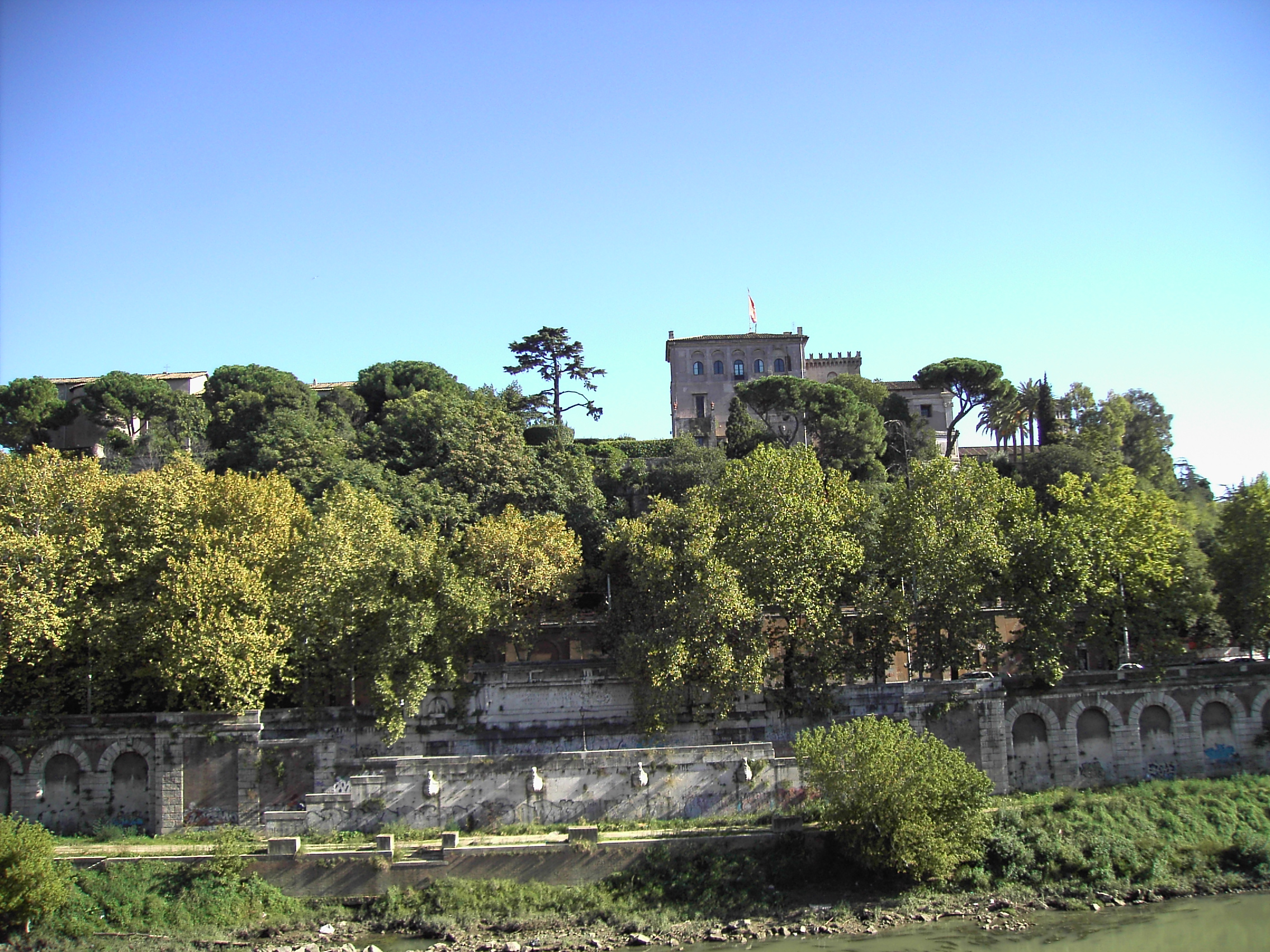
Vila Cavalerilor de Malta de pe colina Aventin

Aventin (în latină Mons Aventinus; în italiană Aventino) este una dintre cele șapte coline pe care a fost construită Roma antică. Se bucură de o vedere deosebită spre Roma.